# Ружинов
Ружинов (словац. Ružinov - mestská časť) — городской округ Братиславы в районе Братислава II, лежащий к востоку от исторического центра города. При площади 39,6 км² и  населении 72 173 человека, это один из крупнейших из числа 17 городских округов Братиславы.

## География
Есть озеро Штрковец, пруд  Ружиновске-Язеро

### Расположение
Ружинов расположен на востоке Братиславы, на левом берегу Дуная. На западе граничит с районами Старе-Место и Петржалка, на северо-западе — с Нове-Место, на севере — с Вайнорами, на востоке — с селами Иванка-при-Дунаи, Мост-при-Братиславе, на юге — с округами Вракуня и Подунайске-Бискупице.
Ружинов состоит из восьми частей — из бывших отдельных муниципалитетов Трнавка и Приевоз, посёлков Нивы, Штрковец, Травники, Остредки и Пошень и промышленной части Влчие хрдло. Городок разделен на 9 округов — Нивы, Старый Ружинов, Ружова долина, Штрковец, Травники, Остредки, Пошень, Приевоз и Трнавка.

## История
В восточной части нынешнего Ружинова люди поселились примерно 5500 лет. Первые известные жители занимались скотоводством, сельским хозяйством и лесозаготовками .
Через Малый Дунай с давних времён перебирались через два брода, при которых постепенно образовалась деревня Привоз (словац. Prievoz), которая сейчас является частью Ружинова. Герб Привоза стал также гербом городского округа. Название Ружинов появилось только в начале XX века и происходит от названия Ружовый (Розовый) остров (нем. Rosenheim).
Сельскохозяйственный характер Ружинова начал исчезать в XIX веке, на рубеже веков тут стали активно строиться промышленные предприятия: кабельный завод, нефтеперерабатывающий завод «Аполлон», «Цверновка», «Данубиус». Развитие промышленности привело также к созданию рабочих посёлков Нивы и Трнавка. После Второй мировой войны в Ружинове началось большое жилое строительство. Первый жилой комплекс на 500 квартир был возведён в 1950-е годы, за ним последовали жилые массивы Штрковец, Остредки, Травники и Пошень (1960-е годы) и последним был жилой комплекс Старый Ружинов (1980-е годы).
Самостоятельный городской округ Ружинов, наряду с остальными городскими округами, был создан в соответствии с Законом SNR № 377/1990 от 13 сентября 1990 года о столице Словацкой Республики и Статуте столицы Словацкой Республики Братиславы.

## Население
- Население округа Ружинов на 2022 год — 82 268 человек, площадь округа — 39,7 км2.

### Национальный состав
1991:
- Словаки — 66 766 (91,3 %)
- Венгры — 2960 (4,05 %)
- Чехи — 1847 (2,53 %)
- Прочие/не указали — 1558 (2,13 %)
- Всего — 73 131

2011:
- Словаки — 61 871 (90,23 %)
- Венгры — 2150 (3,14 %)
- Чехи — 977 (1,42 %)
- Прочие — 1408 (2,05 %)
- Не указали — 2168 (3,16 %)
- Всего — 68 574

Нынешний мэр Ружинова — Мартин Чрен (независимый). Муниципальный совет состоит из 25 членов и избирается вместе с мэром сроком на 4 года. У совета также есть 8 комиссий.
- 1990-1994 : Йозеф Олехар ( ВПН)
- 1994-1998 : Ричард Волек ( HZDS, SNS, KSÚ)
- 1998-2002 : Павол Кубович (СДК)
- 2002-2006 : Павол Кубович (СДКУ, КДХ, АНО, СМК-МКП )
- 2006-2010 : Славомир Дрозд (СМЕР — СД, СМК-МКП, ĽS - HZDS)
- 2010-2014 : Душан Пекар (SDKÚ-DS , SaS, KDH, MOST — HÍD, OKS)
- 2014-2018 : Душан Пекар (KDH)
- 2018 — настоящее время: Мартин Чрен (независимый)

### Образование
В Ружинове много государственных, церковных и частных школ. Здесь расположены частный Панъевропейский университет и факультет социальных и экономических наук Университета Коменского. На улице Коцеловой в части Нивы находится единственная в западной Словакии средняя школа с профессиональным училищем для слабослышащих.
Другие образовательные учреждения:
- 12 детских садов
- 10 начальных школ
- 17 гимназий, средних и профессиональных школ.

### Культура
Муниципальная компания CULTUS Ružinov управляет четырьмя культурными центрами в районе — ДК Ружинов, Нивы, Привоз и Травники. В Ружинове также есть два местных СМИ: ежемесячный журнал «Ружиновское эхо» и телеканал «ТВ Ружинов». Оба принадлежат компании TVR & RE, 100 % акционером которой является Ружиновский городской совет.

### Здравоохранение
На территории округа расположены Ружиновская больница и поликлиника, а также Специализированная больница ортопедического протезирования.

### Спорт
Ружинов располагает большим количеством спортивных площадок и стадионов. Здесь есть три футбольных стадиона: на улицах Скленарова (ФК Ружинов Братислава), Грахова (СК Слован Братислава) и Нерудова (СДМ Домино).
Большинство спортивных сооружений находится в ведении компании Ružinovsý športový klub, которая управляет Нетрадиционной спортивной площадкой на улице Пивонковой, зимним стадионом Владимира Дзуриллы на улице Ружиновска, игровым комплексом «Радость» возле Штрковецкого озера и несколькими спортивными площадками школьных кампусов, часть из которых доступна для публики.